# Franz Xaver Brosche
Franz Xaver Brosche (22. října 1776 Luka – 18. března 1858 Praha) byl český podnikatel, obchodník a chemik působící v Praze, jedna z důležitých postav průmyslové revoluce v Čechách. Chemický závod, který v Praze roku 1815 zřídil, patřil k prvním podnikům svého druhu v Českých zemích.

## Život

### Mládí
Narodil se v obci Luka nedaleko Doks v nemajetné německé rodině. Vyučil se v obchodě v Jičíně, následně se přesunul do Prahy.

### Podnikání
V Praze se začal věnovat obchodu, roku 1805 zde otevřel obchodní dům, který patřil k nejvyhlášenějším ve městě. Roku 1815 zde byla zřízena chemická továrna. Díky tomu byl Broscheho obchodní dům již roku 1826 osvětlen svítiplynem, jako jeden z prvních v Praze. Prostřednictvím rodinné firmy F. X. Brosche et Sohn byl roku 1832 Broschem založen lihovar na Rejdišti na Starém Městě. Roku 1833 byla rozšířena tovární výroba chemikálií, roku 1835 obdržela firma továrenské oprávnění.
Brosche byl též aktivním hudebníkem a nadšeným mecenášem hudby.

### Úmrtí
Franz Xaver Brosche zemřel 18. března 1858 v Praze a byl pravděpodobně pohřben na Olšanských hřbitovech.

### Rodinný život
Syn Karl Eduard Brosche pokračoval v podnikání, zapojil se do politiky a ve 2. polovině 19. století zastával funkci poslance Říšské rady.